# Crysis Warhead
Crysis Warhead (вимовляється [ˈkɹʌɪsɪs ˈwɔ(ɹ)ːhɛd], англ. warhead — «боєголовка») — відеогра, самостійний додаток (аддон) для науково-фантастичного шутера від першої особи Crysis, випущеного в листопаді 2007 року. Доповнення розроблено німецькою компанією Crytek спільно з її дочірньою студією Crytek Budapest ексклюзивно для платформи ПК. Видавцем виступала компанія Electronic Arts. «Crysis Warhead» також поширюється через інтернет-сервіс цифрової дистрибуції Steam, який розроблений американською компанією Valve Corporation. Вихід гри відбувся 18 вересня 2008 року у всьому світі, на DVD дисках, а також через Steam.
Разом з Crysis Warhead у комплекті поставляється Crysis Wars — повністю відокремлена від Crysis Warhead гра, яка поставляється на окремому диску, має окремий інсталятор та логотип. Розробники відокремили поодиноку гру від багатокористувацької: весь синглплеєр винесено в Crysis Warhead, а мультиплеєр — у Crysis Wars. Тому можливо встановити Crysis Warhead, не встановлюючи Crysis Wars, і навпаки. Однак користувачі не мають можливості купити ці ігри окремо ні через роздрібний продаж, ні через Steam. Дизайн рівнів, режисура, додатковий контент для Crysis Warhead були розроблені будапештською філією Crytek — Crytek Budapest, в той час як Crysis Wars розроблений виключно центральним офісом Crytek у Франкфурті-на-Майні.
Crysis Warhead є другою випущеною грою в серії Crysis. Гра є повністю самостійним доповненням (аддоном) до гри Crysis, тому для установки Crysis Warhead не потрібен оригінал. Хоча Crysis і розроблялася як трилогія, однак Crysis Warhead не є другою її частиною; він є спін-оффом, «бічним» відгалуженням історії, поданої в Crysis. Події в Crysis Warhead розвиваються паралельно з подіям оригіналу, на тих же самих островах Лінгшан в Філіппінському море біля узбережжя Китаю. В Crysis Warhead протагоністом є американський спецназівець британського походження сержант Майкл Сайкс (англ. Michael Sykes) з позивним ім'ям Псих (англ. Psycho). Він також був одним з центральних персонажів в Crysis і перебував у загоні «Хижак» разом з Номадом (англ. Nomad), протагоністом оригінальної Crysis.

## Ігровий процес
Crysis Warhead — шутер від першої особи з класичним для цього жанру управлінням. Ігровий персонаж має стандартну для всіх шутерів можливість рухатися в чотирьох напрямках, а також нахиляться, стрибати, присідати, рухатися поповзом, прискорено бігти. Кожний режим руху і положення протагоніста впливають на поведінку зброї: наприклад, в режимі бігу при стрільбі присутній істотний розкид куль, а в положенні «лежачи» розкид куль мінімальний.
В Crysis Warhead протагоніст має можливість одночасно переносити до чотирьох видів ручної зброї. Майже кожний екземпляр зброї має режим «точного прицілювання», при якому прицілювання здійснюється не через абстрактний «приціл» в центрі екрану, а через відкриті прицільні пристосування (цілик, мушка) або через різні оптичні приціли, змонтовані на самій зброю. У Crysis Warhead, як і в Crysis, присутня можливість модифікувати зброю, підлаштовуючи його під різні стилі бою в різних умовах. На зброю можна поставити оптичні приціли, підствольні гранатомети, глушники, тактичні ліхтарі та інші модифікації, які найбільш підходять під ситуацію.
Головною особливістю геймплея гри, яка відрізняє Crysis Warhead і Crysis від інших ігор в жанрі шутерів, продовжує бути нанокостюм, у який одягнений головний герой. Крім захисту тіла від поранень, нанокостюм здатний розподіляти свою енергію для надання певних здібностей своєму носієві.
Незважаючи на те, що Crysis Warhead є доповненням до Crysis, його ігровий процес частково відрізняється від геймплея оригіналу. Crysis надавав вільне пересування, при якому цілі можна було досягти різними шляхами та методами. Дизайн рівнів був нелінійним, ворожі бази можна було штурмувати з різних напрямків. Однак свобода та достатньо високий реалізм були поставлені на шкоду екшену. Після виходу Crysis безліч рецензентів відзначали кампанію та проходження гри як «занудне», нудне, нецікаве, мляве. «…Сюжет надто пихатий, а деякі моменти дуже затягнуті» — писали рецензенти журналу «Ігроманія» у своєму огляді Crysis. «Однаковість оточення та супротивників у „корейської“ частини гри» журналісти IXBT.com оцінили як прикрий мінус гри. Тому в Crysis Warhead розробники вирішили трохи змінити стиль ігрового процеса, зробивши його більш активним, насиченим подіями та лінійним; дизайн рівнів став набагато більш лінійним, коридорним. «Дизайнери проміняли „пісочницю“ на екшен, але не в силах запропонувати нічого нового тим, хто пройшов Crysis», — пишуть про зміну геймплея в Crysis Warhead журналісти Absolute Games. «Crysis Warhead є достатньо прямолінійною грою, причому в деяких моментах настільки лінійної, що відчувалася схожість з Doom 3, а не Crysis», — пишуть оглядачі порталу Game Revolution.
Штучний інтелект (AI) ворогів був покращений у порівнянні з Crysis. Особливо був поліпшений інтелект інопланетян. Вороги можуть помічати гравця не тільки візуально, але і по звуку. Боти здатні почути кроки протагоніста або інший шум, створюваний ним, а також звуки пострілів. Ще однією здатністю ботів є робота в команді.
Незважаючи на деяку переорієнтацію геймплея, Crysis Warhead в цілому успадковує основні дизайнерські рішення Crysis.

### Нанокостюм
По своїй функціональності нанокостюм з Crysis Warhead повністю ідентичний нанокостюму в Crysis. Лише зовнішній вигляд був трохи змінений — нанокостюм Психа є трохи подряпаним та пошкодженим. Також трохи був підправлений баланс нанокостюма.

### Зброя
У Crysis Warhead присутня майже вся зброя з Crysis, крім MOAC (Молекулярний прискорювач прибульців). Також з'явилося безліч нової зброї, більша частина якого в Crysis була доступна тільки в мультиплеєрі, і кілька повністю нових видів озброєння.
Гравцеві доступна стандартна гамма зброї, притаманна більшості шутерів від першої особи. Сюди входить як звичайне озброєння (пістолет, дві автоматичні гвинтівки, рушниця та інші), так і науково-фантастична (гвинтівка Гаусса). Вся зброя може бути змінена за допомогою відповідних «насадок» (гаджетів, пристроїв); ці пристосування можуть надатися гравцеві за замовчуванням, отримуючи з підібраного зброї або куплені в мультиплеєрі. Одного разу придбані, вони можуть бути пропасти тільки через смерть або скриптову втрату інвентаря під час розвитку сюжету в синглплеері. Наприклад, якщо під час нормальної гри гравець причіпляє ліхтарик до своєї гвинтівки, яку потім викидає, то це не вважається втратою і дане пристосування буде доступно в майбутньому.
Модифікація (зміна, апгрейд, але зовсім не обов'язкове поліпшення) зброї різними насадками можлива завдяки системі рейкового інтерфейса (англ. RIS-Rail Interface System), яка вмонтована в кожний екземпляр використовуваної зброї. Зокрема, використовуються планки Пікатінні (англ. Picatinny Rail), які насправді присутні в багатьох сучасних зразках зброї. У зброї є 4 точки кріплення, куди можуть бути прикріплені насадки: верхня (надствольна) напрямна, нижня (підствольна) напрямна, дуло та кріплення ліворуч від ствола. Таким чином, деякі пристосування не можуть бути суміщені; наприклад, неможливо використовувати одночасно підствольний гранатомет та транквілізатори, або ліхтар та лазерний цілеуказник. Деякі види зброї не мають деяких напрямних; наприклад, рушниця не має підствольної напрямної; відповідно, на нього неможливо встановити підствольний гранатомет.
Опції пристосувань дають велику кількість варіантів модифікації основної зброї, навіть якщо результат цієї зміни може здаватися дивним. Наприклад, оптичний приціл змінної кратності 4x/10x може бути причеплений до дробовика, що стріляє картеччю на ближні дистанції.
Додатково, у більшість зброї, можлива зміна режиму вогню (наприклад, поодинока стрілянина або чергами). Crysis Warhead також включає деякі можливості, які з'явилися в інших недавніх шутерах, наприклад, можливість кидка гранати без її попереднього вибору в меню і зміна сили кидка гранати.
У мультиплеєрному режимі оригінального Crysis були присутні види ручної зброї, які повністю були відсутні в поодинокій кампанії. Розробники Crysis Warhead перенесли частину цієї зброї в одиночну кампанію. Разом з тим було додано кілька, цілком нових видів ручної зброї.
Зброя, перенесена з мультиплеєра Crysis
- Протитанкова міна (англ. AT mine) — повний аналог міни з мультиплеера в Crysis. Використовується проти будь-яких видів наземних транспортних засобів.
- Протипіхотна міна (міна Клеймор) — повний аналог міни з мультиплеера в Crysis. Використовується проти будь-яких видів ворожої піхоти.
- Плазмова гармата (англ. PAX — Plasma Accumulator Cannon) — вигадана експериментальна розробка американських вчених, що стріляє плазмовими зарядами. Має необмежену кількість боєприпасів, які регенеруються через деякий час після пострілу. Дана зброя використовується протагоністом лише один раз в самому кінці гри. Незважаючи на те, що в Crysis не було аналогічної зброї, сама модель плазмової гармати, є майже повною копією тактичної атомної гармати (англ. TAC-gun) з Crysis.[13]
- Електромагнітна граната — вигаданий боєприпас, повний аналог наногранати (англ. nano disrupter) з мультиплеера Crysis. Використовується для виведення з ладу нанокостюм на деякий час, а також для відключення силових полів прибульців.

Повністю нова зброя
- Пістолет-кулемет AY-69[16]. Легкий одноручний пістолет-кулемет. AY-69 займає ту ж клітинку в інвентарі протагоніста, що і пістолет SOCOM, тому неможливо носити з собою пістолет і AY-69 одночасно. Варіанти модифікації для AY-69 збігаються з пістолетом SOCOM: пістолетний глушник, збройовий (тактичний) ліхтарик та лазерний приціл. Як і для SOCOM, у грі є можливість стрільби двома AY-69 одночасно з двох рук (стрілянина по-македонськи). AY-69 добре видно в руках Психа (протагоніста) на обкладинці; він є своєрідним символом гри, підкреслюючи характер та темперамент Психа, а також сам стиль геймплея Crysis Warhead[13][17][18].
- Гранатомет FGL-40 — ручний гранатомет з барабанним шестизарядний магазином револьверного типу. Є два типи боєприпасів для FGL-40: звичайні фугасні гранати та електромагнітні гранати. Також кожний боєприпас для цього гранатомета має два детонатори — контактний та дистанційний; режим детонації гранати вибирається гравцем.[13]

### Транспортні засоби
У Crysis Warhead присутні транспортні засоби, більшість з яких доступні для керування гравцеві. У всіх транспортних засобах (пікапах, хаммерах та навіть танках) є режим прискорення, який активується натисканням клавіші прискорення.
Колісні транспортні засоби мають зональну систему ушкоджень, що найбільш помітно на прикладі прострілювальних шин. У гусеничних транспортних засобах, таких як танки або БМП, можливо знищення гусениць. Також можна вистрілити в зовнішні паливні каністри для їх детонації та подальшого підриву транспортного засобу; палаючий остов надаватиме шкоду всім об'єктам поблизу, через свою високу температуру. Навіть якщо всі шини транспортного засобу пробиті, він все ще може повільно їхати на ободах колісних дисків. Те ж саме відноситься до гусеничних транспортних засобів, у яких знищені гусениці. До засобів, які є в грі, але не можуть використовуватися гравцем, відносяться реактивний літак, екскаватор та великі судна. Сюди належать і всі інопланетні транспорти.
Перебуваючи всередині транспортного засобу, гравець має можливість огляду як від першого, так і від третього лиця. У режимі третьої особи є можливість віддаляти та наближати віртуальну камеру. У порівнянні з Crysis, в Crysis Warhead була прибрана можливість повертати віртуальну оглядову камеру вліво та вправо на 45° від лінії напряму руху транспорту.
У Crysis Warhead була значно покращена фізика транспортних засобів. Фізика транспортних засобів у Crysis була достатньо недопрацьованою та недосконалою. Тому виправлення та доопрацювання фізики стало одним із пріоритетів розробників Crysis Warhead, про що вони повідомили ще 31 липня 2008 року в Crysis Monthly Update #3. Про це одразу ж помітили оглядачі після виходу Crysis Warhead. «Зате управління технікою здорово допрацювали. Транспортні засоби вже не поводяться як консервні банки на колесах. Вони добре слухаються керма», — пишуть журналісти GameTech.
У порівнянні з Crysis, із кампанії Crysis Warhead прибрано або зроблено недоступним для гравця значна кількість техніки. Так, протагоністу не надаються для управління танки та протиповітряні зенітні установки, а значна кількість транспорту, такого як цивільні пікапи і всі види водного та повітряного транспорту, і зовсім зникли з гри.
У мультиплеєрному режимі оригінального Crysis були присутні види транспорту, які повністю були відсутні в поодинокій кампанії. Розробники Crysis Warhead перенесли частину цього транспорту в одиночну кампанію. Разом з тим було додано кілька цілком нових видів транспортних засобів.
Транспортні засоби, перенесені з мульптиплеєра Crysis
- Судно на повітряній подушці — в грі використовується протагоністом тільки один раз — під час погоні за контейнером по замороженому узбережжя. Від аналогічного судна на повітряній подушці з мультиплеєра в Crysis цей екземпляр відрізняється відсутністю кулемета і дещо зміненим дизайном.

Повністю нові транспортні засоби
- ASV (Armored Scout Vehicle) Anti-Infantry (укр. Броньована протипіхотна розвідувальна машина) — броньована розвідувальна протипіхотна машина. ASV є чотириколісним двовісним транспортним засобом масою 9,5 тонн, екіпаж якого складається з трьох осіб — водія, стрільця та пасажира. Цей легко броньований джип має на озброєнні мініган (шестиствольний скорострільний кулемет системи Гатлінга), який обладнаний надзвичайно високою скорострільністю, але низькою точністю та далекобійністю. Внаслідок низької точності та високої скорострільності цього кулемета ASV є ідеальним для боротьби на ближніх відстанях. Легка броня машини майже невразлива звичайною стрілецькою зброєю, однак масований вогонь з кулеметів, ручні гранати та гранатомети є смертельною загрозою для ASV. Проте саме завдяки легкої броні, машина є достатньо швидкою та маневрованою. ASV Anti-Infantry ефективна проти будь-яких видів стрілецької піхоти та неброньованої техніки[18][19].
- ASV (Armored Scout Vehicle) Anti-Vehicle (укр. Броньована протитранспортна розвідувальна машина) — броньована розвідувальна протитранспортная машина, аналог ASV Anti-Infantry, який відрізняється від протипіхотної версії лише озброєнням. ASV є чотириколісним двовісним транспортним засобом масою 9,5 тонн, екіпаж якого складається з трьох осіб — водія, стрільця та пасажира. Цей легкоброньований джип має на озброєнні 20-мм автоматичну гармату, яка має низьку скорострільність, але дуже високу точністю та далекобійність. Внаслідок високої точності цієї гармати ASV є ідеальною для боротьби на середніх та дальних відстанях. Легка броня машини майже невразлива звичайнрб стрілецькою зброєю, однак масований вогонь з кулеметів, ручні гранати та гранатомети є смертельною загрозою для ASV. Однак саме завдяки легкої броні машина є достатньо швидкою та маневрованою. ASV Anti-Vehicle вкрай ефективна проти всіх видів неброньованої та легкоброньованої техніки[21][22].

### Інтерактивність
Інтерактивність ігрового оточення в грі Crysis Warhead аналогічна інтерактивності в Crysis і, порівняно з більшістю шутерів, знаходиться на дуже високому рівні. У грі присутня безліч елементів віртуального світу, що відносяться до руйнованого оточення. Гравець може взаємодіяти з безліччю різноманітних предметів оточення, таких як: бочки, ящики, гілки, стовбури дерев, булижники, різні тварини, посуд, верстати, шматки паперу і т.д. Речі і предмети можна піднімати, класти, кидати (з режимом сили і без) і використовувати як зброї ближнього бою. Легкі хатини можливо повністю зруйнувати, дерева можна рубати вогнепальною зброєю або кулаками в режимі сили, а листя та легкі гілки прогинаються, коли гравець зачіпає їх при пересуванні. Новинкою Crysis Warhead порівняно з Crysis стала зміна поведінки рослинності в умовах дуже низьких температур. Тепер при низьких температурах змінюється крихкість матеріалів, внаслідок чого рослинність всередині «крижаної сфери» реагує на дії інакше, ніж рослинність поза нею. Незважаючи на великі можливості, гра ніяк не зобов'язує гравця до використання інтерактивних об'єктів: інша людина може пройти Crysis, взагалі не помітивши подібного опрацювання світу. Це дозволяє віднести проєкт до ігор-пісочниць, які дають гравцю базис для позасценарних експериментів
Для створення такого високого рівня інтерактивності та настільки обширного руйнування оточення Crytek використовує багатопотоковий фізичний рушій власної розробки CryPhysics, який тісно інтегрований із ігровим рушієм CryEngine 2 і є його підсистемою. У грі відсутня фізика Ragdoll, хоча вона підтримується ругієм і навіть включена до його офіційної специфікації. Очевидно, це пов'язано з бажанням розробників зменшити вікові рейтинги гри.

### Рівні складності
У грі присутні чотири рівні складності: легкий (англ. easy), середній (англ. medium), важкий (англ. hard) і дельта (англ. delta). У більшості шутерів збільшення рівня складності веде, як правило, до збільшення реакції та влучності ворогів, до збільшення пошкоджень, що наносяться ворогами, і до зменшення запасу здоров'я протагоніста. У Crysis Warhead, крім усього цього, зі зміною рівня складності змінюється HUD, що прямо веде до зміни ігрового процесу. Крім того, при вибору максимального рівня складності вороги починають розмовляти між собою по-корейськи.
Так, на самому легшому рівні складності всі вороги обводяться червоними контурами, гранати — рамками, можливо їздити на транспортному засобі та одночасно стріляти з турелі, установленої на ньому. На самому важкому рівні складності всі ці особливості зникають, а також пропадає перехрестя прицілу. Таким чином Crysis Warhead стає схожий на тактичний шутер.

## Сюжет

### Загальний опис та аналіз сюжету
Сюжет та сценарій в Crysis часто критикувалися як нерівномірні, нецікаві, нудні, штамповані та передбачувані. Тому Crytek вирішила зробити сюжет в Crysis Warhead своєрідною роботою над помилками сюжету Crysis. Сценарій до Crysis Warhead створили Мартін Ланкастер (англ. Martin Lancaster) та Тімоті Парлетт (англ. Timothy Parlett), які також розробили сценарій для Crysis, однак як сюжетний консультант сценариста була запрошена Сьюзен О'Коннор (англ. Susan O Connor), яка працювала над сюжетами таких ігор, як Gears of War, BioShock, Blacksite: Area 51.
В Crysis Warhead змінився сам підхід до сюжету. Сюжет став більш динамічним, активним, насиченим та динамічним у порівнянні з оригіналом. Якщо в Crysis всі скриптові внутрішньоігрові сюжетні ролики (сцени) були виконані від першої особи та гравець не міг бачити свого протагоніста, то в Crysis Warhead все вони йдуть від третьої особи, даючи гравцеві можливість оглядати всі дії Психа. В Crysis Номад (протагоніст) був достатньо мовчазний та небагатослівний; в Crysis Warhead Псих нормально спілкується з усіма персонажами як під час сюжетних сценок, так і прямо під час гри. Змінено тривалість роликів: якщо в Crysis їх тривалість рідко перевищувала одну хвилину, то в Crysis Warhead тривалість вступного та фінального роликів становиьть близько десяти хвилин.
Ще однією особливістю сюжету Crysis Warhead порівняно з Crysis є наявність міжрівневих звукових сюжетних вставок. Дані вставки розташовані між ігровими рівнями і є короткими уривками аудіозаписів. На цих записах висвітлюється невідомий інцидент, що стався чотири роки тому до проходять в грі подій; на записах присутні голоси Психа (протагоніста Crysis Warhead), Номада (протагоніста Crysis) і О'Ніла (одного з головних персонажів Crysis Warhead).

### Зав'язка сюжету
Оскільки Crysis Warhead є доповненням Crysis та події доповнення проходять в той же час, що і події оригіналу, всі предсюжетні події в Crysis Warhead є ідентичними подіям в Crysis.
Події в грі розвиваються паралельно подіям, що відбувалися в Crysis, але в іншій частині острова. Протагоністом в грі є один з найпомітніших та центральних персонажів оригіналу — сержант Майкл Сайкс (англ. sergeant Michael Sykes) по кличці Псих (англ. Psycho), який за походженням британець, а не американець.
Події Crysis та Crysis Warhead розгортаються в недалекому майбутньому, на вигаданих островах Лінгшан в Філіппінському морі. Згідно з сюжетом гри, ці острови вже не перший раз хвилюють громадськість конфліктами, що розвиваються на їх території. 14 серпня 2020 року, за сюжетом гри, уряд США для порятунку археологів відправляє на острів Лінгшан спецпідрозділ «Хижак» (англ. Raptor) у складі п'яти бійців спецзагону Дельта під командуванням майора Бернса (позивний «Пророк»). Інші члени загону: «Ацтек», «Блазень», «Псих» та «Кочівник». Штаб під командуванням адмірала Моріссона базується на авіаносці «Конституція» за підтримки кораблів супроводу. Вся бойова група знаходиться в безпосередній близькості від острова, але зберігає безпечну дистанцію, щоб не провокувати корейців.

### Безпосереднє розвиток сюжету в грі
У грі присутня 7 ігрових рівнів. Кожний рівень представлений однієї неподільною локацією. Після закінчення поточного рівня йде завантаження наступного. Усередині самих рівнів завантажень немає, оскільки підвантаження ігрових даних здійснюється динамічно.

#### Вступний ролик та короткі передумови
Як і в Crysis, в Crysis Warhead гра починається зі вступного кінематографічного пререндеренного ролика, однак якщо в Crysis цей ролик демонстрував лише ігровий геймплей, то в Crysis Warhead він є повноцінною частиною сюжету. В кінці четвертого рівня в Crysis майор Стрікленд говорить Номаду, що він відправляє Психа на допомогу групі «Альфа». Вступний ролик починається із зображення даної групи, яка рухається на вантажівках та джипах в невідомому напрямку (але вглиб острова) і з невідомою метою. Несподівано на автоколону нападають корейські війська. Після відображення їх атаки група знову зазнає атаки. З настанням ночі всіх уцілілих разом з психо забирає американський VTOL (англ. Vertical Take-Off and Landing — літак вертикального злету та приземлення), однак його підбиває ворожа зенітна артилерія. Ролик закінчується падінням даного VTOL' а.

#### Називайте мене Ізмаїл (Call me Ishmael)
Події на початку першого рівня починаються одразу ж після закінчення вступного ролика. Псих вилазить з розбитого VTOL' а й поодинці рухається по місцевості, поки йому на шляху не зустрічається корейський вертоліт, що транспортує невідомий контейнер. З Психо одразу ж зв'язується начальник штабу Емерсон і каже йому, що в контейнері знаходиться ядерна боєголовка і його новою місією стає її захоплення. Крім того, процесом транспортування даного вантажу керує полковник Лі (англ. colonel Lee). Рухаючись по дорозі до узбережжя, Псих зв'язується з Шоном О'Нілом (англ. Sean O'Neill), Пілотом винищувача F-35C, який є його старим добрим другом. Вийшовши до узбережжя, Псих стає свідком масованої бомбардування острова та ворожих кораблів. «Зачистивши» село від ворожих солдатів, він стає свідком того, як дві корейські винищувача підбивають винищувач з О'Нілом, який згодом падає в глибині острова.

#### Береговий відпустку (Shore Leave)
{{{Текст}}}
Емерсон дає Сайксу завдання зняти камеру з впав винищувача О'Ніла. виконавши завдання та зустрівши вижив О'Ніла, вони рухаються по узбережжю до порту, в гавані якого знаходиться підводний човен, готова забрати контейнер з острова. Знищивши персонал та охорону порту під прикриттям О'Ніла на VTOL' е, Псих залазить в трюм корабля, де виявляє контейнер. Виявляється, що вантаж — зовсім не ядерна боєголовка, а інопланетний механізм, аналогічний тому, який кілька разів атакував загін «Хижак». Несподівано інопланетний робот генерує електромагнітний імпульс, який «вирубує» Психа. Прокинувшись, Псих опиняється в полоні у полковника Лі. Полковник дає наказ вбити Сайкса, однак, перш ніж корейський солдат встиг застрелити Психа, відбувається несподіване миттєве розширення крижаної сфери, внаслідок чого корейці моментально заморожуються.
Даний рівень "Берег відпустку (англ. Shore Leave) " був першим рівнем, який демонструвався Crytek на різних виставках та показах. Він детально описаний в Crysis Monthly Update #3. Однак передбачалося, що Shore Leave буде першим рівнем у грі, а не другим. Ще 8 липня 2008 року, напередодні виставки E3, яка повинна була пройти в Лос-Анджелесі, розробники Crysis Warhead надали можливість журналісту сайту IGN Джейсону Окампо пограти в Shore Leave та зняти три відеоролика.

#### Пристосуйся або зникни (Adapt or Perish)
Прийшовши в себе і озирнувшись, Псих бачить заморожені тіла корейських солдатів. Він знаходиться всередині крижаної сфери, температура якої сягає -200 °F (-129 °С). Він вижив тільки завдяки своєму нанокостюму, який підтримує температуру тіла носія на потрібному рівні. Вибравшись з трюму корабля, Сайкс переслідує полковника Лі, що відвозить вантаж. Під час свого переслідування він бачить наслідки обмороження та відчайдушну сутичку корейської армії з інопланетними механізмами. Лі відривається від переслідування з боку Психа, після чого Емерсон дає Психу новий наказ: об'єднатися з американським спецзагоном «Орел» (англ. Eagle) та просуватися вглиб острова. Зустрівши цей загін спецназу, члени якого також екіпіровані нанокостюмами, вони йдуть на покинуту корейську військову базу, яка розташована навколо входу в тунель, що йде крізь гору. Знищивши гігантський інопланетний павукоподібний механізм, загін рухається крізь тунель.
Даний рівень, як і «Shore Leave», також часто демонструвався ігровим журналістам на різних заходах, інтерв'ю та показах. Більш того, російський журнал «Игромания» включив проміжок рівня, в якому Псих переслідує Лі, в одну з трьох причин зіграти в Crysis Warhead: «Півгодинний заїзд по замерзлому океану серед кораблів, інопланетян та корейців — найяскравіша та видовищна сцена Crysis Warhead. За ступенем художнього впливу дуже схоже на поїздку в таксі по Нью-Йорку з Alone in the Dark, тільки з нелінійністю та людською реакцією. Як бонус — стрибки по застиглим хвилям та поїздка між двома перевернутими кораблями.» — пишуть журналісти Игромании в рецензії на Crysis Warhead.

#### Заморожений рай (Frozen Paradise)
Пройшовши через тунель, спецназівці виходять до узбережжя океану, на якому знаходиться частково зруйнований американський авіаносець, який вмерз в лід і нахилився. Авіаносець та місцевість навколо нього захоплені корейцями, також часто місцевість атакують інопланетяни. Псих поодинці йде в авіаносець; бійці загону «Орел» залишаються в тунелі. Проходячи з боєм крізь палуби авіаносця, Псих стає свідком трагічної долі його екіпажу, який миттєво заледеніла внаслідок розширення крижаної сфери. Далі, вибравшись з авіаносця, Псих рухається через ущелини в горах до фабрики по переробці руди, яка розташована біля шахт. На фабриці вже перебувають бійці загону «Орел». Поки один з них мінує вхід в шахту, решта разом з психо відбивають масовану атаку інопланетян. Очистивши вхід в шахту, Псих рухається всередину неї, знову поодинці.
Як і з рівнем «Adapt or Perish», «Ігроманія» також зазначила в рецензії цей рівень, а саме той його відрізок, де Псих рухається по авіаносця. «Кидок через величезний військовий корабель — дотепну відповідь Crytek на критику останнього рівня (в Crysis), який звинувачували в тому, що Crysis скочується в звичайний коридорний шутер. Тут німці теж забувають про свою фірмову нелінійність, але нічого страшного: півгодини в завмерлому криголамі — один з найкращих моментів Warhead.» — пишуть оглядачі «Ігроманії».

#### Нижче грому (Below the Thunder)
Опинившись всередині гори, Псих рухається по шахтах, печерах та ущелинах, частина з яких утворена внаслідок тектонічного руху гори. Тут, під землею, заморожує поле не діє, тому незабаром Псих зустрічає корейців, які відчайдушно борються з інопланетянами. Пройшовши з боєм крізь печери та шахти, він входить в підземний комплекс, з якого йдуть рейкові шляхи на поверхню. Тут Псих знаходить контейнер, який вже завантажений на вагон та знаходиться в складі поїзда. Псих вистрибує на поїзд в той момент, коли він вже виїжджає на поверхню.

#### Із серця пекла (From Hell's Heart)
На початку рівня, поїзд, на даху якого знаходиться Псих, виїжджає на поверхню. Залізниця, по якій їде поїзд, розташована біля зовнішнього краю сфери, тому це простір не заморожено. Псих відстрілюється від ворожої техніки, дотів та піхотинців. По дорозі йому зустрічається О'Ніл на VTOL' е, який прикриває його з бортових гармат. Емерсон дає завдання переправити контейнер на головний авіаносець США «Конституцію». Але VTOL О'Ніла не обладнаний засобами для підйому, до того ж паливо закінчується, тому він тимчасово відлітає на базу для встановлення підйомного спорядження та поповнення палива. Тим часом поїзд виїжджає на міст через річку та зупиняється, оскільки шлях через міст заблокований іншим поїздом.
Далі ігровий процес закінчується і починається внутрішньоігрова катсцени (англ. cutscene), ролик, створений на рушії гри. На гелікоптері прилітає полковник Лі, який тримає в полоні американського солдата. Відбувається сутичка, в результаті чого Лі забирає контейнер, а полонений гине.

#### Вся лють (All the Fury)
Псих дізнається, що знаходиться біля аеродрому, на який перевезли контейнер; цей аеродром охороняється значними силами корейської армії, бронетехнікою та бойовими гелікоптерами. Атакувавши аеродром та знищивши значну кількість корейців, Псих підходить до контейнера. Однак Емерсон доповідає, що VTOL не може сісти на аеродром без допомоги наведення з авіадиспетчерської вишки, тому Псих з боєм пробивається крізь загони корейців на вишку та посилає сигнал. У цей момент несподівано відбувається масована атака інопланетян, а місце розташування контейнера «зайнято» гігантським інопланетним механізмом. Знищивши його, він підходить до контейнера. На цьому моменті гравець втрачає контроль над ігровим процесом та включається фінальна катсцени.
Прилітає О'Ніл на VTOL' е для транспортування контейнера на авіаносець «Конституція». несподівано на них нападає Лі з кількома солдатами. Після драматичної сутички Псих з О'Нілом відлітають разом з контейнером на «Конституцію», а поранений полковник залишається на аеродромі: один проти армади прибульців.

## Великодні яйця
у грі Crysis Warhead є кілька пасхальних яєць (англ. Easter egg), залишених розробниками гри.
Окремою групою серед великодніх яєць Crysis Warhead є жаби (англ. frog). На кожному з семи ігрових рівнів присутня одна жаба, яка сидить на книзі:
- В рівні «Називайте мене Ізмаїл» жаба розташована на одному з невеликих островів біля ділянки узбережжя, на яке виходить Псих після бомбардування острова американською авіацією.
- В рівні «Береговий відпустку» жаба розташована під перевернутою човном, яка в свою чергу розташована поблизу будинку, що стоїть на узбережжі.
- В рівні «пристосуватися або зникни» жаба розташована в туалетній кімнаті в замороженому ресторані, який знаходиться недалеко від місця битви трьох корейських ASV з гігантським інопланетним механізмом.
- В рівні «Заморожений рай» жаба розташована на даху однієї з будівель фабрики по переробці руди.
- В рівні «Нижче грому» жаба розташована у вентиляційному каналі на підземній корейської базі. При цьому ця жаба, на відміну від всіх інших, знаходиться в режимі невидимості.[35]
- В рівні «Із серця пекла» жаба розташована при виході з тунелю, через який проїжджає поїзд з контейнером та псих.
- В рівні «Вся лють» жаба розташована в холодильнику в будівлі авіадиспетчерської вишки.

При підборі жаби з книгою протагоніст вимовляє одну з фраз, а потім кидає жабу, яка вибухає. Якщо підібрати всі сім жаб, то фінальна кат-сцена, яка розкриває сюжетну кінцівку гри, буде незначно змінена. Зокрема, якийсь час на місці контейнера з прибульцем сидітиме жаба гігантських розмірів.
У грі присутні також кілька інших великодніх яєць, а саме:
- На рівні «Заморожений рай», при русі гравця від авіаносця до загону «Орел», у крижаній печері в стіну вморожени Скрат, вигаданий персонаж серії анімаційних фільмів «Льодовиковий період», разом з жолудем.[34]
- На рівні «Називайте мене Ізмаїл», в деякому віддаленні на південь від острова з жабою, розташований один скелястий острів, на вершині якого серед дерев знаходиться мегалітична споруда.[36]
- Заголовки та підзаголовки деяких газет, «розкиданих» за рівнями, можуть бути розцінені як своєрідні крашанки. Наприклад, судячи по заголовках, дія гри проходить на острові Малатора (англ. Malatora). Також трапляються такі заголовки та підзаголовки: «Люди в німецькому Кобурге спантеличені», «Німецьке село обрано „Найкращим містом для вечірок в світі“» і т. д.[34]

## Мультиплеєр Crysis Wars
На додаток до одиночної (синглплеерної) кампанії в Crysis Warhead, Crytek також випустила окрему гру Crysis Wars, в яку повністю перенесла весь багатокористувацький режим. На додаток до режимів Instant Action (дезматч) та Power Struggle, які були присутні в мультиплеєрі Crysis, в Crysis Wars з'явився новий режим — Team Instant Action (командний дезматч). Присутній 21 карта. Для Instant Action та Team Instant Action використовуються одні й ті ж самі карти, оскільки змінюються лише правила гри. Для Power Struggle створені окремі карти. В Crysis Wars використовуються всі 14 карт з мультиплеєра Crysis, які переробили та перебалансували, а також 7 повністю нових карт. Crytek внесла зміни і в сам геймплей Crysis Wars, поліпшивши фізику транспортних засобів, баланс зброї та нанокостюма. Crysis Wars поставляється на окремому диску, має окремий від Crysis Warhead інсталятор та логотип. Тим не менш, Crysis Wars поширюється в одній упаковці з Crysis Warhead, і покупці не мають можливості купити Crysis Warhead окремо від Crysis Wars, і навпаки.

## Ігровий рушій
В Crysis Warhead у порівнянні з Crysis був доопрацьований та оптимізований рушій гри CryEngine 2, а також було перероблено велику кількість моделей та текстур. Також була впроваджена нова система освітлення (англ. global ambient lighting system)

. Для виставлення найвищих налаштувань («Very High») не потрібно використовувати ОС Windows Vista і бібліотеку DirectX 10, як у випадку з Crysis. Найвищі настройки, на відміну від Crysis, доступні і на Windows XP і на DirectX 9.
Несподіванкою для деяких оглядачів стало те, що в Crysis Warhead прибрана підтримка 64-бітних (64-розрядних) операційних систем, яка була присутня у всіх попередніх іграх Crytek. Оглядачі сайту iXBT.com припустили, що її відсутність в грі було пов'язано з відсутністю відповідних для 64-бітних систем програм захисту від копіювання.
30 січня 2009 року вийшов патч 1.1 для Crysis Warhead, яку додав в гру підтримку 64-розрядних систем.

## Рецензії та нагороди
Оскільки Crysis Warhead є доповненням для Crysis, тому переважна більшість оглядачів не просто оцінювало гру, а порівнювало її з оригіналом, відзначаючи зміни та нововведення. Крім того, з Crysis Warhead в одній упаковці поставляється мультиплеєрний компонент Crysis Wars, тому оглядачі рецензували та оцінювали їх разом.

### Рецензії ігри в зарубіжній пресі
| Агрегатор    | Оцінка            |
| ------------ | ----------------- |
| GameRankings | 85 % (30 оглядів) |
| Metacritic   | 84 % (55 оглядів) |

| Видання                    | Оцінка    |
| -------------------------- | --------- |
| 1Up.com                    | «B +»     |
| Computer and Video Games   | 9,2/10    |
| Edge                       | 80 %      |
| Eurogamer                  | 9/10      |
| Game Informer              | 8,75/10   |
| GamePro                    | 4,5/5     |
| GameRevolution             | B- (67 %) |
| GameSpot                   | 9/10      |
| GameSpy                    | 3,5/5     |
| GameTrailers               | 8,4       |
| IGN                        | 9,4/10    |
| PC Gamer (Велика Британія) | 60 %      |
| Pocket Gamer               | 8,6       |
| X-Play                     | 4/5       |

Першу в світі (10 вересня 2008 року) рецензію на гру Crysis Warhead дав журнал «PC Zone» (Future Publishing), який поставив грі оцінку 92 % з 100 %, рівно стільки ж, скільки він дав оригінальній грі Crysis 2007 року. За словами критика, «Crysis Warhead — це дійсно самий вибуховий та жаркий екшн, який був випущений в поточному році»
.
Найбільший ресурс, присвячений індустрії розваг, IGN, присудив грі 94 % з 100 %, рівно стільки ж, скільки він дав оригінальній грі Crysis раніше. Оглядач заявив: «Crytek стверджує, що Crysis Warhead краще оптимізований, ніж Crysis, і все, що я відчув, підтверджує це. Фактично дивно те, що Crysis Warhead не тільки краще оптимізований, ніж Crysis, але він і виглядає краще, ніж Crysis».
Журнал EuroGamer, який поставив грі оцінку 9 з 10 (так само, як і Crysis), заявив: «Попередні ігри Crytek прояснили, що вона знає технології краще за інших ігор, але саме з виходом цього відгалуження — Crysis Warhead — Crytek доводить, що знає геймдизайном та дизайн рівнів нітрохи не гірше, ніж технології».
Ігровий сайт 1UP.com 16 вересня 2008 року написав огляд гри Crysis Warhead і виставив їй оцінку «B +» (з діапазону від «A +» до «F») — аналог 83 %. Журналіст Террі Нгуен (англ. Thierry Nguyen), оглядається гру, заявив, що гра — це «певне поліпшення оригіналу, хоча все ще не без недоліків»

.
У своїй відеоігрової передачі X-Play канал G4TV дав грі 4 з 5 балів (Crysis отримав 3 з 5 балів). Оглядачі заявили: «Сінглплеерний режим все ще потребує покращення, проте мультиплеєрний режим виразно заробляє той цінник за 30 доларів».
ActionTrip, популярний вебсайт, присвячений індустрії ігор, виставив грі 8,3 бали з 10 (Crysis отримав 9,1 бал). Як переваги були названі чудовий мультиплеєр, захоплююча одиночна кампанія, кінематографічна атмосфера та приємна ціна гри. Негативно були відзначені все ще занадто високі системні вимоги та помилки штучного інтелекту, що залишилися ще від Crysis. «Можливо, навіть краще, ніж Crysis, — заявили оглядачі ActionTrip. — Для своєї ціни в 30 доларів (яка нижча, ніж більшість сьогоднішніх ігор) гра пропонує чарівну одиночну кампанію, нова зброя, емоційне задоволення та достатньо приємний мультиплеер».
Великобританська версія популярного ігрового журналу PC Gamer поставила грі достатньо низьку оцінку в 60 % (Crysis отримав 92 %) і заявила про гру: «тінь дивного оригіналу».
Найвідоміший ігровий сайт GameSpot оцінив гру в 90 %, що на 5 % менше, ніж Crysis. Як позитивні сторони гри були відзначені інтенсивний та сфокусований геймплей, краща та більш оптимізована графічна складова, покращений штучний інтелект прибульців, вдосконалений мультиплеер, в якому додався новий режим та карти. Негативно були відзначені більш лінійний геймплей та рівні, а також що залишилися ще з оригіналу помилки штучного інтелекту. Вердикт оглядачів: "Crysis Warhead — це фантастичне самостійне додаток до чудовій шутеру, і в цю гру повинен грати кожний, хто любить гри з " пушками "".
Кіберігровой ресурс GameSpy виставив грі оцінку 3,5 з 5 балів, що достатньо мало, враховуючи, що Crysis отримав 4,5 з 5 балів. Оглядачі заявили: «Crysis був фантастичною грою для ПК, і Crysis Warhead пропонує нам більше змісту з тієї ж самої геніальною графікою. Якщо ви жадаєте більшого, то важко не купити цю гру з цінником в 30 доларів, — тільки не чекайте від гри нічого революційного».
Портал GamePro виставив грі оцінку 4,5 з 5 (Crysis отримав 4,75). Оглядачі до переваг віднесли дивно красиву графіку та швидко змінюється захоплюючий геймплей. До недоліків були віднесені коротка тривалість одиночній кампанії та короткий сюжет.
Ігровий портал GameTrailers оцінив гру в 8.4 бали з 10-ти (Crysis отримав 8.8 бала). Гра, крім підсумкової оцінки, отримала такі подоценкі: дизайн рівнів — 8.2; сюжет — 7.3; геймплей — 8.4; уявлення — 9.3. «Crysis Warhead — безперечно кумедна та чудово виглядає гра, яка включає суттєвий мультиплеєрний компонент — і все це за $30. Також вона занадто коротка і має деякі недоліки», — заявили рецензенти.
Відомий ігровий ресурс та журнал комп'ютерних ігор Game Informer у своїй рецензії на Crysis Warhead поставив грі оцінку в 8,75 балів з 10. Оглядачі позитивно відгукнулися про графіку та особливо про оптимізацію графічного рушія, а також про геймплеї, який став більш активним у порівнянні з оригіналом. «Сюжет все ще є слабким, але екшн є більш вибуховим, ніж будь-коли, нова зброя привносить гарна розвага в гру, а відсутність секцій з невагомістю є дуже хорошою річчю. Водночас, геймплей в своїй суті майже не змінився і часто стає таким же шаблонним, як і в оригіналі. Crysis Warhead є хорошим способом розважити себе протягом дюжини годин», — зробили висновок оглядачі.
Журналісти порталу Game Revolution поставили грі оцінку B-, яка є аналогом 67 %. Позитивно була відзначена все ще хороша графіка, геймплей та поліпшений штучний інтелект. Негативно були відзначені високі системні вимоги, погане управління судном на повітряній подушці та безглуздий сюжет. Журналіст, оглядається гру, достатньо негативно висловився про зміну концепції геймплея: «Crysis був достатньо відкритою грою з вільним переміщенням, принаймні протягом перших двох третин гри. З іншого ж боку, Crysis Warhead є достатньо прямолінійною грою, причому в деяких моментах настільки лінійної, що відчувалася схожість з Doom 3, а не з Crysis».

### Огляди гри в російськомовній пресі
Найбільший та найстаріший російський ігровий сайт Absolute Games 24 вересня 2008 року присвоїв грі оцінку 70 % з 100 % (статус «непогано»), що істотно менше, ніж оригінальний Crysis (84 %). У рецензії оглядач достатньо негативно відгукнувся про гру, заявивши: «Та й навіщо взагалі потрібен цей аддон, окрім як для збору грошей з фанатів ?». Також негативно була зустрінута мультиплеерная гра «Crysis Wars». Оглядачі також зауважили, що розробники гри зробили переорієнтацію геймплея: "Дизайнери проміняли " пісочницю «на екшен, але не в силах запропонувати нічого нового тим, хто пройшов Crysis». Разом, вердикт оглядачів: «Якісно, видовищно, бездушно. Тільки для самих затятих шанувальників та любителів з комфортом битися по мережі».

Дочірній ресурс iXBT.com, присвячений іграм — IXBT.com, став другим російськомовним оглядачем, який написав рецензію на Crysis Warhead (5 жовтня 2008 року). Оглядачі позитивно відзначили більш різноманітні та швидко змінюються порівняно з оригіналом ігрові локації, чудову та поліпшену графіку, музичне оформлення, а також доопрацьоване управління технікою. Негативно були відзначені: вторинна та нецікава сюжетна лінія, погано налаштований фізичний рушій, слабкий штучний інтелект супротивників і мала кількість нововведень порівняно з оригіналом. Оглядачі також відзначили відмова розробників від вільного геймплея «У доповненні рівні являють собою просторі коридори, в результаті чого так цінується деякими гравцями нелінійний підхід до усунення супротивників, залишився в стороні.». Вердикт оглядачів: 
|  | Warhead вийшов відмінним доповненням. <...> Незважаючи на порожню сюжетну лінію, пробіжка по джунглях вийшла вельми цікавою, а наведена в порядок техніка тільки додає драйву. <...> Визначено крок вперед порівняно з оригіналом. |

Журнал Ігроманія у своїй рецензії в жовтневому номері журналу № 10 (133) 2008 поставив грі оцінку в 8 балів з 10-ти зі статусом «Відмінно» (Crysis отримав 9,8 балів). Оглядачі оцінили графіку в 9 балів, а геймплей, звук, музику, інтерфейс та управління в 8 балів. Вердикт оглядачів: 
|  | Одним словом, якщо судити Warhead виходячи із задекларованих два місяці тому обіцянок, то це провал. Інше питання, що за таким провалом в чергу повинна вишикуватися половина виробників сучасних шутерів. Оскільки другий такої гри і другого такого розробника на планеті Земля на сьогодні просто не існує. |

Російський ігровий журнал та ресурс Країна ігор поставив грі оцінку 8 балів з 10 (Crysis отримав 9.5 балів). Оглядачі проаналізували графіком, з одного боку звинувативши розробників у відсутності обіцяних оптимізацій, а з іншого — заявляючи: «Все ще найкраща графіка в світі». Позитивно були відзначені цікавий дизайн рівнів та вільний геймплей. До недоліків гри, окрім відсутності оптимізацій, оглядачі віднесли: нудною сюжет, який не розкриває ні одного аспекту сюжету оригінального Crysis, коротку кампанію, мала кількість нової зброї та ворогів. Вердикт оглядачів: 
|  | коротке, але якісне доповнення до одного з найкращих шутерів минулої зими. Сюжет вийшов достатньо нудним, але геймплей зберіг чарівність — битися знову доводиться на великих відкритих рівнях, де можна використовувати всі можливості нанокостюма. Хоча нова кампанія націлена на агресивні та видовищні бої, гра ніколи не перетворюється в Call of Duty і завжди залишає достатньо свободи дії. Як і раніше актуальна проблема із системними вимогами: рушій розробники майже не оптимізували. |

3DNews 10 жовтня 2008 року надав свій огляд на гру Crysis Warhead. Гра отримала оцінку в 7,5 балів з 10. Оглядачі позитивно відзначили графіку, звук, якісний дизайн рівнів, покращений штучний інтелект як північнокорейських солдатів, так і прибульців. «Саме таким повинен був стати оригінальний Crysis. Автори попрацювали над помилками, виправили численні недоліки та випустили якісний проект. Warhead не запропонує якихось унікальних вражень та знахідок, але в ньому є все, що повинно бути в екшені з пристойним бюджетом», — підсумували журналісти сайту.
PlayGround.ru 10 жовтня 2008 року написав огляд гри Crysis Warhead і оцінив гру в 8,6 балів з 10. Оглядачі позитивно відзначили графічне оформлення гри, поставивши йому оцінку в 10 балів ("Графіка, як і слід було очікувати, просто приголомшлива. <…> Crysis не з тих ігор, які на " середнячків « виглядають істотно гірше.»), звукове оформлення та саундтрек були оцінені в 9 балів («Помітно покращав та саундтрек, здорово раптом підкреслив атмосферу»). Геймплей був оцінений в 7,5 бала, а інтерфейс та управління — в 8 балів. Однак оглядачі констатують: «На жаль, вдалося далеко не все».
Overclockers російськомовний сайт, присвячений комп'ютерним технологіям та розгону комп'ютерних компонентів, 18 жовтня 2008 року опублікував свою рецензію на гру Crysis Warhead. Оглядачі негативно відзначили сюжет гри («А в сюжет краще взагалі не вникати, щоб мозок не атрофувався») та графіку: 
|  | Зменшено дальність промальовування, причому це вміло приховано за ефектами зміни глибини різкості. <...> Деталізація текстур значно зменшується зі збільшенням відстані від нас. <...> Раніше рушій більш старанно промальовував деталі далекого плану. |

 Однак вердикт гри виявився позитивним: «Warhead став грою, яку очікували від оригінального Crysis. Більше динаміки та менше затягнутих однотипних місій. <…> Вийди таким динамічним Crysis, то він зібрав би безліч втішних відгуків. <…> Так що всім любителям даного жанру рекомендується до проходження в обов'язковому порядку».
GameRulez 27 вересня січень 2008 зазначив, що «Warhead — класичний бойовик, який з задоволенням можна один раз побачити і не пошкодувати про це. Питання реіграбельності залишається відкритим. Якщо ви є затятим шанувальником творчості Crytek, то зелений острів навряд чи залишить вас байдужим, і ви будете знову та знову проходити гру, і напевно вам припаде до смаку мультиплеєрний додаток. Для інших — це просто хороший динамічний екшн на пару днів».

### Нагороди гри
Ще до свого виходу гра Crysis Warhead завоювала дві нагороди. 25 липня 2008 року найбільший ігровий портал IGN роздавав нагороди найкращим комп'ютерним іграм, показаним на всесвітній виставці E3 2008. Найкращим шутером від першої особи був обраний «Crysis Warhead», якому була присуджена нагорода «Best First-Person Shooter». Крім цього, «Crysis Warhead» отримав ще одну нагороду — «Найкращі графічні технології» (англ. Best Graphics Technology). Оглядачі IGN відзначили, що «навіть через майже один рік жодна гра не наблизилася до Crysis по графіку. Крім Crysis Warhead». також оглядачі відзначили нову систему частинок, завдяки якій вибухи виглядають набагато краще, ніж в оригіналі.
3 грудня 2008 року компанія Crytek в Ессені (англ. Essen), Німеччина виграла 4 нагороди «Deutscher Entwicklerpreis 2008» (англ. "German Developer Awards"). Цю нагороду присуджують тільки німецьким розробникам комп'ютерних ігор, які створили видатні ігри і випустили їх не раніше 12 місяців від моменту нагородження. Однією з цих нагород була «Best In-Game Graphics» (рос. Найкраща внутрішньоігрова графіка), вручена ігор Crysis та Crysis Warhead.
22 грудня 2008 року на щорічному врученні нагород «IGN Best of 2008», яке проводиться найвідомішим ігровим сайтом IGN, грі Crysis Warhead була присуджена нагорода «Найкраща графічна технологія 2008» (англ. Best Graphics Technology Award of 2008). Крім даної нагороди, Crysis Warhead номінувався на «Найкращий шутер» (англ. Best Shooting Game).
31 грудня 2008 року на найбільшому російськомовному ігровому сайті PlayGround.ru пройшла щорічна церемонія «Підсумки 2008-го року. Церемонія нагородження», в якій редакція та зареєстровані користувачі сайту вибирали найкращі ігри за жанрами та іншим особливостям. Crysis Warhead отримав нагороду «Графіка року», яку йому одностайно присудили та редакція, і користувачі сайту. «Сперечатися з лідерством німецьких програмістів нерозумно та безглуздо, це просто потрібно прийняти як факт. І віддати їм нагороду за найкращу графіку на пару років вперед», — додали журналісти сайту.
Підбиваючи підсумки 2008 року з комп'ютерних ігор, відомий російський новинний та інформаційний портал CNews.ru присудив грі Crysis Warhead нагороду «Найкращий шутер 2008 року».
31 грудня 2008 року всесвітньо відомий англомовний ігровий сайт Voodoo Extreme 3D оприлюднив список найкращих комп'ютерних ігор, випущених протягом 2008 року, і присудив їм відповідні нагороди. Crysis Warhead удостоївся нагороди «Best Graphics» (укр. Найкраща графіка).
Підбиваючи підсумки 2008 року, авторитетний сайт Gamasutra, присвячений розробці комп'ютерних ігор, надав грі Crysis Warhead 5 місце в списку 15 найкращих ігор 2008 року. «Хоча Crysis Warhead свідомо відходить від відкритості та нелінійності Crysis, він все ще надає набагато більше можливостей та свободи, ніж всі інші сучасні рейкові шутери типу серій Half-Life або Call of Duty», — заявили оглядачі сайту.
19 січня 2009 року всесвітньо відоме Товариство фахівців із візуальних ефектів (англ. Visual Effects Society) оголосило кандидатів на 7-му щорічну церемонію вручення нагород «VES Awards», які присуджуються різним категоріям мультимедіа (кінофільми, телепрограми, реклама, комп'ютерні ігри) за видатні візуальні ефекти. гра Crysis Warhead була номінована в категорії «Видатна графіка реального часу в комп'ютерних іграх» (англ. "Outstanding Real Time Visuals in a Video Game"). Окрім неї, на цю нагороду були номіновані гри «Dead Space» та «Need for Speed: Undercover». 21 лютого 2009 року Товариством візуальних ефектів грі Crysis Warhead була присуджена нагорода «Outstanding Real Time Visuals in a Video Game» (рос. Видатна графіка реального часу в комп'ютерній грі).